# Oppidum de Jastres-Sud
L'oppidum de Jastres-Sud est un oppidum situé à Lavilledieu, en France.

## Localisation
L'oppidum est situé sur la commune de Lavilledieu, dans le département français de l'Ardèche.

## Historique
L'édifice est inscrit au titre des monuments historiques en 1986.